# Mohs' skala
Mohs' skala er en hårdhedsskala udarbejdet i 1824 af den østrigske mineralog Friedrich Mohs (1773-1839).
Skalaen går fra 1 til 10 og anvendes til at identificere materialers relative hårdhed, hvor tallet 1 angiver det blødeste materiale, og er defineret ved talk medens maksimale hårdhed angives ved tallet 10, defineret ved diamant. Et mineral med hårdheden 5,5 kan ridse i apatit, men vil selv kunne ridses af feldspat.
| Mohs' skala | Mineral                     | Absolut hårdhed | Billede |
| ----------- | --------------------------- | --------------- | ------- |
| 10          | Diamant (C)                 | 1600            |         |
| 9           | Korund (Al2O3)              | 400             |         |
| 8           | Topas (Al2SiO4(F,OH)2)      | 200             |         |
| 7           | Kvarts (SiO2)               | 100             |         |
| 6           | Feldspat (KAlSi3O8)         | 72              |         |
| 5           | Apatit (Ca5(PO4)3(F,Cl,OH)) | 48              |         |
| 4           | Fluorit (CaF2)              | 21              |         |
| 3           | Calcit (CaCO3)              | 9               |         |
| 2           | Gips (CaSO4·2H2O)           | 3               |         |
| 1           | Talk (Mg3Si4O10(OH)2)       | 1               |         |

Fingernegle er omkring 2,5 og kan ridse i gips, men ikke calcit, kobbermønter er omkring 3,5 mens en hærdet lommekniv er omkring 6,5.